# 京たたみ
京たたみ（きょうたたみ）は、京都府で伝統的な手法（手縫い）により生産されている畳。「京たたみ」の名称は、生産販売者団体である京都畳商工協同組合によって2007年に地域団体商標として登録されており、2006年に京都府知事から指定を受けた同組合員の生産した畳にのみ使用される。

## 種類
一般家庭で使用される「一般畳」と神社仏閣で使用される「有職畳」の二つに大きく分けられる。「有職畳」にはさらに「厚畳」と「排敷」という製品がある。これらの有職畳は国内生産の大半が京都府となっている。

## 歴史
畳の歴史自体は奈良時代にも遡るが、現在の「京たたみ」の成立は茶道が普及して以降であるとされる。